# Hans-Peter Steinacher

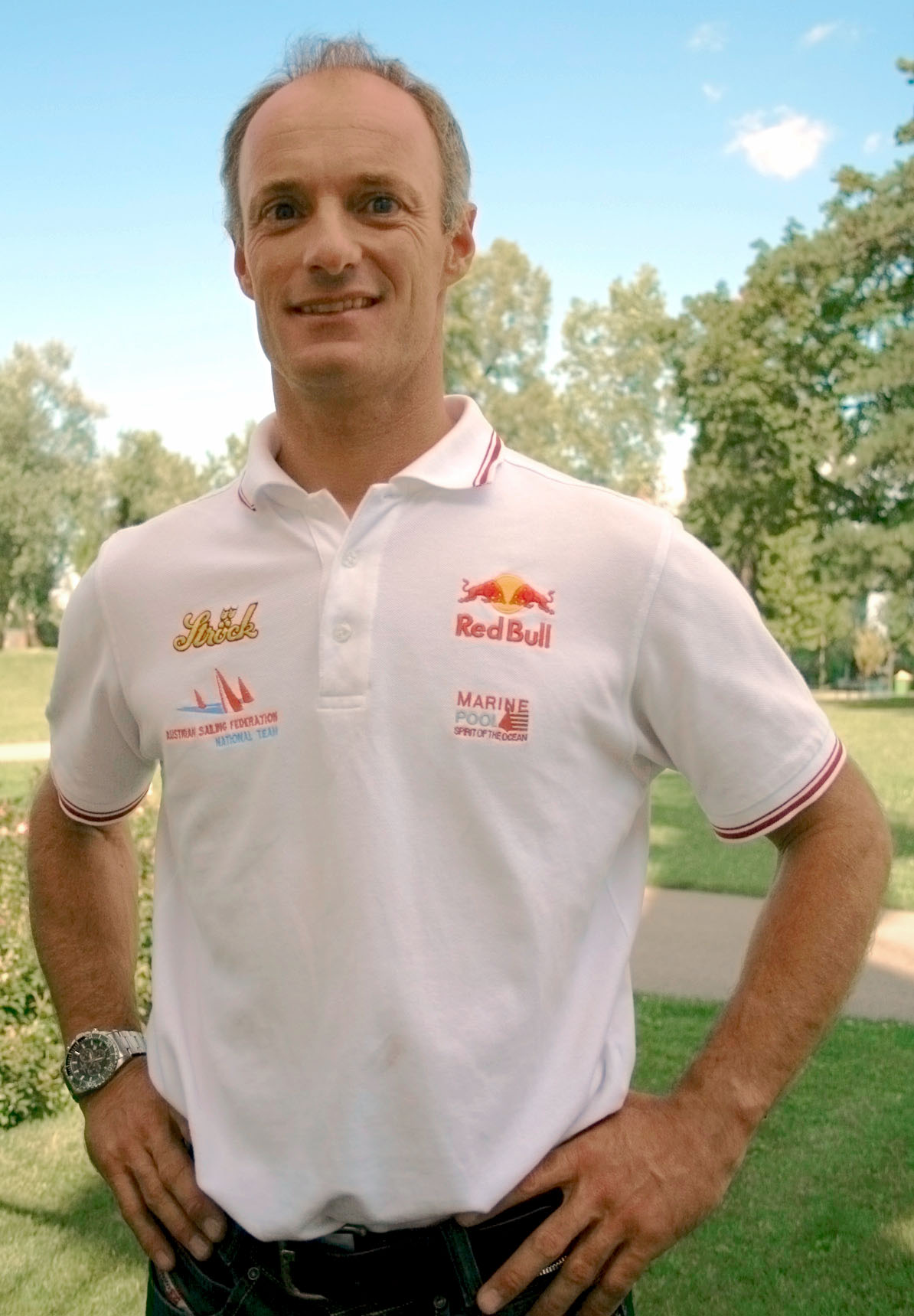
Hans-Peter Steinacher

Hans-Peter Steinacher, född den 9 september 1968 i Zell am See i Österrike, är en österrikisk seglare.
Han tog OS-guld i tornado i samband med de olympiska seglingstävlingarna 2004 i Aten.